# Thorsten Mahrer
Thorsten Mahrer (* 22. Jänner 1990) ist ein österreichischer Fußballspieler.

## Karriere
Mahrer begann seine Karriere beim WSV Oed/Waldegg. 1999 wechselte er in die Jugend des SK Rapid Wien. 2008 wechselte er zur SV Mattersburg, sein Profidebüt gab er jedoch erst am 30. Spieltag 2013/14 gegen die Kapfenberger SV. Nach dem Aufstieg in die Bundesliga 2015 gab er sein Bundesligadebüt am 1. Spieltag 2015/16 gegen den FC Red Bull Salzburg. Der Verein stellte nach der Saison 2019/20 den Spielbetrieb ein.
Daraufhin wechselte er zur Saison 2020/21 zum Zweitligisten SK Austria Klagenfurt, bei dem er einen bis Juni 2023 laufenden Vertrag erhielt. Mit Klagenfurt stieg er zu Saisonende in die Bundesliga auf. Sein Vertrag wurde im November 2022 vorzeitig um weitere zwei Jahre bis Sommer 2025 verlängert. Klagenfurt stieg 2025 wieder aus der Bundesliga ab, woraufhin Mahrer den Verein per Vertragsende nach der Saison 2024/25 verließ.
Daraufhin wechselte Mahrer zur Saison 2025/26 zu Regionalligist ATUS Velden.